# Martin 2-0-2
Dimensions
Le  Martin 2-0-2 est un avion de ligne bimoteur. À la suite du crash d'un appareil en 1948, il subit plusieurs modifications. Une version plus longue, le Martin 4-0-4, avec des moteurs plus puissants fut vendue, elle, à 103 exemplaires.

## Conception et développement
Glenn L. Martin, président de la société, avait prévu que le modèle 202 serait un remplacement pour le Douglas DC-3. Il était aussi connu comme le "Martin exécutif".
Le premier vol a eu lieu en novembre 1946. La certification civile a été acquise en août 1947, plusieurs mois avant les avions concurrents. La production totale de 2-0-2 et 2-0-2A fut de 47 avions.
L'avion était non-pressurisé, mais il était considéré comme un avion de ligne longue distance. L'accident mortel en 1948 du vol 421 de Northwest Airlines (en) a révélé un grave problème structurel dans les ailes. Le problème était la fatigue du métal dans un longeron majeur de l'aile. L'alliage 7075-T6 utilisé, était sensible à la fissuration sous contrainte et d'une faible ténacité. L'avion a été cloué au sol et des modifications ont été apportées. Les composants d'ailes ont été redessinés et les moteurs remplacés. Le type modifiée a été désigné Martin 2-0-2A.

## Histoire opérationnelle

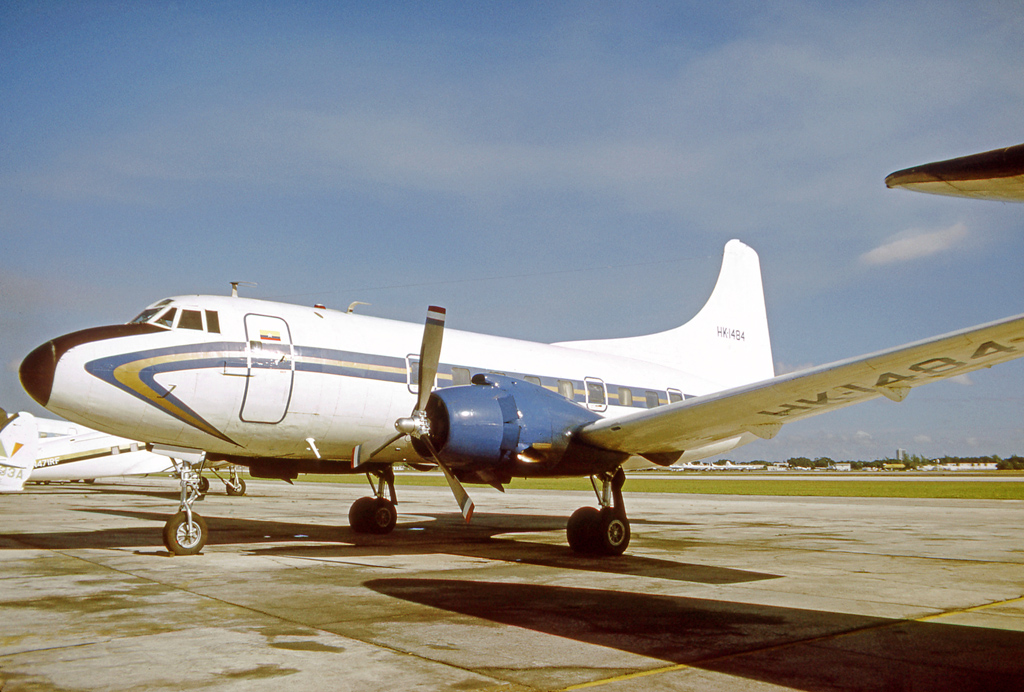
Ex Northwest Airlines Martin 2-0-2 de Aeroproveedora (Colombie) à Fort Lauderdale en Floride en 1973

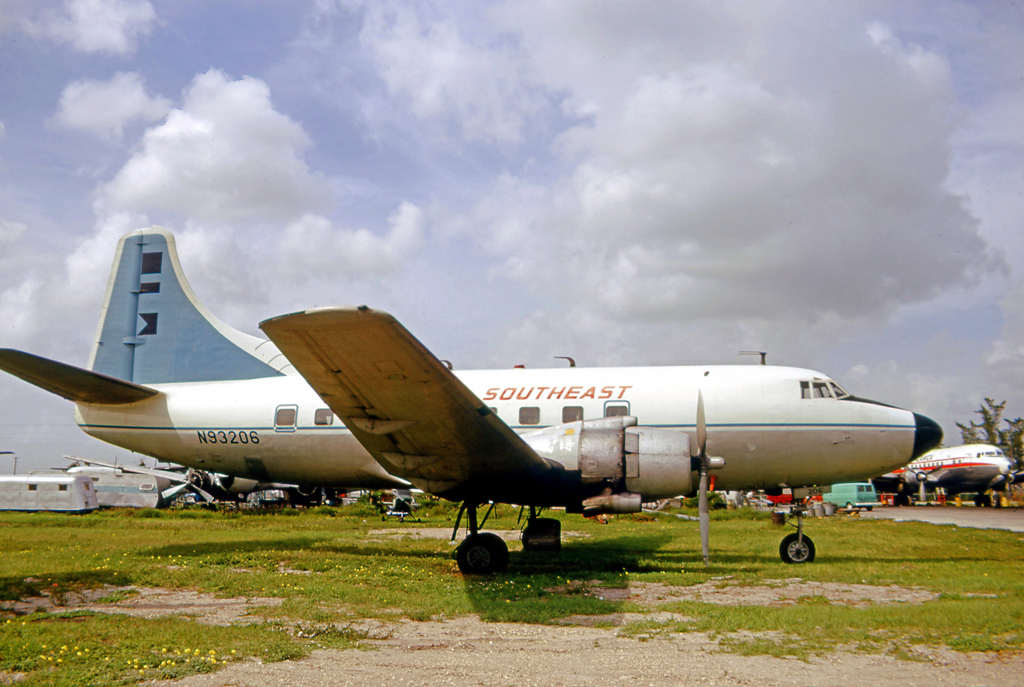
Ex Martin 2-0-2A de TWA de Southeast Airlines (Floride) à Miami en 1970

Le 13 novembre 1945 Pennsylvania Central Compagnies aériennes acheté une flotte de 35 Martin 202 à la Glenn Martin Company pour un montant de 7 000 000 $.
Deux semaines plus tard, Colonial Airlines (en) a annoncé qu'elle achèterait 20 avions au prix de 4 000 000 $, livraison prévue en 1947. Au début de l'année suivante, Martin a annoncé que la Pennsylvanie-Central Airlines a commandé 15 202de plus amenant les commandes de l'avion janvier 1947 à un total de 137 avions, avec une valeur des ventes de 27 000 000 $.
Malgré l'annonce de ces grosses commandes, les termes du contrat ont permis aux compagnies aériennes de les annuler sans pénalité.
Le 2-0-2 est non pressurisé, contrairement à son concurrent, le Convair 240. Par conséquent, Les retards dans la production, ont conduit toutes les compagnies aériennes à annuler leurs commandes à l'exception de Northwest, TWA, LAN and LAV a qui seulement 31 2-0-2 et 12 2-0-2A ont été livrés. Le premier vol régulier fut entre Minneapolis et Chicago par Northwest le 13 octobre 1947.
Le 2-0-2 était le premier avion soumis au nouveau « Test de Service accéléré » de la CAA commencé le 15 mai 1947. Dans ce test, un avion de ligne devait subir un test rigoureux de 150 heures, en essayant de simuler un an de service en une semaine en dix jours de vol. Le 202 a fait un tel test visitant environ 50 villes en 7 jours.
À chaque ville, des inspections approfondies des systèmes de bord ont été faites pour évaluer l'usure ou un dysfonctionnement.
TWA et Northwest, les premiers clients du 2-0-2, ont finalement vendu leur Martin 2-0-2 à California Central et Pioneer Airlines.
Plus tard, Allegheny Airlines a acquis, dans son plan d'expansion, beaucoup de 2-0-2, à compter du 1er juin 1955. Finalement, ils ont acheté un total de 18 avions.
Un seul avion de ce type est conservé au Aviation Hall of Fame and Museum of New Jersey.
Cet avion de ligne a finalement été développé dans le Martin 4-0-4, qui a connu plus de succès.

## Accidents et incidents
Le 2-0-2 Martin a eu 13 accidents dont neuf mortels.
- 29 août 1948 - Northwest Airlines Flight 421 s'est écrasé après avoir perdu une aile près de Winona, Minnesota, États-Unis, 37 morts[1],[8].
- 7 mars 1950 - le Northwest Orient Airlines Flight 307 (en) s'est écrasé après avoir heurté un mât de drapeau près de Minneapolis-St.Paul, Minnesota, États-Unis. 15 morts dont deux sur le terrain[1],[9].
- 13 octobre 1950 - Un 2-0-2 de la Northwest Orient s'est écrasé lors d'un vol d'entraînement à Almelund, Minnesota, États-Unis, 6 morts[1],[10].
- 7 novembre 1950 - Le vol 115 de Northwest Orient a percuté une montagne près de Butte, Montana, États-Unis, 21 décès[1],[11].
- 16 janvier 1951 - Le vol 115 de Northwest Orient s'est écrasé près de Reardon, Washington, États-Unis, après la perte subite inexpliquée de contrôle [12], 10 morts[1],[13].
- 5 novembre 1951 - Le vol 5763 de Transocean Air s'est écrasé en approche sur Tucumcari, Nouveau-Mexique, États-Unis, un décès[1],[14].
- 9 avril 1952 - Japan Airlines Mokusei (assurant le vol 301) a percuté le volcan Mihara, île Oshima, Japon, 37 morts[1],[15].
- 12 janvier 1955 - Le vol 694 de Trans World Airlines détruit lors d'une collision en vol avec un Douglas DC-3 près de Covington, Kentucky, États-Unis, 13 morts plus 2 sur le DC-3[1],[16].
- 14 novembre 1955 - Un 2-0-2 d'Allegheny Airlines 2-0-2 lors d'un vol d'entraînement a eu un écrasement du train à l'atterrissage à Willimington-Newcastle Airport et a été endommagé au-delà de la réparation possible[17].
- 30 décembre 1955 - Un 2-0-2 de Southwest Airlines a été détruit dans un incendie de hangar à San Francisco, Californie, États-Unis[1].
- 21 août 1959 - Un 2-0-2A de Pacific Air Lines 2-0-2A a été endommagé au-delà de la réparation après un incident au sol avec un C-46 Commando à Burbank, en Californie, États-Unis[1].
- 1er décembre 1959 - Le vol 371 d'Allegheny Airlines a percuté une montagne en approche sur Williamsport, en Pennsylvanie, aux États-Unis, 25 morts[1],[18].
- 2 novembre 1963 - Un 2-0-2 d'Allegheny Airlines a été endommagé de façon irréparable à Newark, New Jersey, États-Unis[1].

### Développement lié
- Martin 4-0-4

### Aéronefs comparables
- Iliouchine Il-12
- Convair 240